# Белан
Белан (рум. Bălan) — місто у повіті Харгіта в Румунії.
Місто розташоване на відстані 246 км на північ від Бухареста, 31 км на північ від М'єркуря-Чука, 146 км на захід від Ясс, 111 км на північ від Брашова.

## Населення
За даними перепису населення 2002 року у місті проживали 7902 особи.
Національний склад населення міста:
| Національність | Кількість осіб | Відсоток |
| -------------- | -------------- | -------- |
| румуни         | 5121           | 64,8%    |
| угорці         | 2703           | 34,2%    |
| цигани         | 54             | 0,7%     |
| чанго          | 21             | 0,3%     |
| словаки        | 2              | < 0,1%   |
| німці          | 1              | < 0,1%   |

Рідною мовою назвали:
| Мова      | Кількість осіб | Відсоток |
| --------- | -------------- | -------- |
| румунська | 5204           | 65,9%    |
| угорська  | 2695           | 34,1%    |
| циганська | 2              | < 0,1%   |
| словацька | 1              | < 0,1%   |

Склад населення міста за віросповіданням:
| Релігія                                       | Кількість осіб | Відсоток |
| --------------------------------------------- | -------------- | -------- |
| православні                                   | 4333           | 54,8%    |
| римо-католики                                 | 2999           | 38,0%    |
| реформати                                     | 330            | 4,2%     |
| п'ятдесятники                                 | 64             | 0,8%     |
| бретрени                                      | 33             | 0,4%     |
| не релігійні                                  | 32             | 0,4%     |
| греко-католики                                | 31             | 0,4%     |
| унітарії                                      | 31             | 0,4%     |
| адвентисти                                    | 13             | 0,2%     |
| атеїсти                                       | 3              | < 0,1%   |
| лютерани (Аугсбурзького сповідання)           | 2              | < 0,1%   |
| лютерани (Синодально-пресвітеріанська церква) | 1              | < 0,1%   |
| лютерани                                      | 1              | < 0,1%   |
| не вказали релігію                            | 12             | 0,2%     |

## Видатні уродженці
- Тібор Шеймеш — румунський футболіст.

## Зовнішні посилання
- Дані про місто Белан на сайті Ghidul Primăriilor [Архівовано 15 травня 2012 у Wayback Machine.]